# Lee Robert Martin
Lee Robert Martin, angleški nogometaš, * 9. februar 1987, Taunton, Anglija, Združeno kraljestvo.
Martin je nogometaš, ki igra na položaju vezista, od leta 2022 je član Dover Athletica.